# Internetcafé
En internetcafé el. netcafé er et sted hvor folk kan bruge en computer med internetadgang, printer og forskellige computerprogrammer og spil installeret samtidig med, at man kan nyde varme og kolde drikke og mad. Traditionelt var caféerne et sted hvor folk kunne prøve det nye internet, men siden internettet blev mere normalt hjemme hos folk selv har caféerne udviklet sig til et sted hvor folk tager hen for at spille de populære computerspil, specielt spil hvor flere spillere dyster mod hinanden. Således er caféerne ligeledes blevet et socialt sted hvor man kommer hinanden ved.